# Захаренко Лідія Костянтинівна
Захаренко Лідія Костянтинівна (рос. Захаренко Лидия Константиновна; 7 червня 1938, Люботин, Харківська область — 29 грудня 2021, Москва) — радянська та російська оперна співачка (сопрано), Народна артистка Росії (1989).

## Життєпис
Лідія Костянтинівна Захаренко народилася 7 червня 1938 року у місті Люботин Харківської області.
У 1959—1960 роках навчалася в Харківській консерваторії. 1966 року закінчила Московську державну консерваторію (клас Є. В. Шумської).
У 1966—2017 роках була солісткою оперної трупи Московського академічного музичного театру ім. К. С. Станіславського і В. І. Немировича-Данченка. Протягом майже 30 років була ведучою солісткою оперної трупи. Мала голос великого діапазону, виконувала партії, написані як для сопрано, так і для меццо-сопрано.
Багато гастролювала в Росії і за кордоном. Виступала на радіо та на телебаченні, створила низку записів в ДержФонді СРСР.
Померла 29 грудня 2021 року у Москві.

## Родина
Чоловік — співак (тенор) Микола Леонардович Гуторович (нар. 1937), заслужений артист РРФСР.

## Нагороди та премії
- Лауреат Міжнародного конкурсу оперних співаків «Мадам Баттерфляй» у Токіо (за найкраще виконання партії Чіо-Чіо-Сан з «Мадам Баттерфляй» Дж. Пуччині) (1976).
- Заслужена артистка Росії (9.03.1978).
- Народна артистка Росії (1989).
- Орден Пошани (29.11.1999).
- Премія «Легенда» фестивалю «Бачити музику» (2017).

## Роботы у театрі
- «Перікола» Ж. Оффенбаха — Перікола
- «Кармен» Ж. Бізе — Кармен
- «Циганський барон» Й. Штрауса — Саффі
- «Не тільки любов» Р. К. Щедріна — Варвара
- «Мадам Баттерфляй» Дж. Пуччині — Чіо-Чіо-Сан
- «Тоска» Дж. Пуччині — Тоска
- «Винова краля» П. І. Чайковського — Ліза і графиня
- «Заручини в монастирі» С. С. Прокоф'єва — Клара
- «Паяци» Р. Леонкавалло — Недда
- «Поргі і Бесс» Дж. Гершвіна — Бесс
- «Любов до трьох апельсинів» С. С. Прокоф'єва — Фата Моргана
- «Безродний зять» Т. М. Хрєнникова — Варвара
- «Катерина Ізмайлова» Д. Д. Шостаковича — Катерина Ізмайлова
- «Богема» Дж. Пуччині — Мюзетта
- «Останній постріл» Зігфріда Маттуса (за повістю Б. Лавреньова «Сорок перший») — Марютка
- «Снігуронька» М. А. Римського-Корсакова — Купава
- «В бурю» Т. М. Хрєнникова